# ジェームス・ブラウン
ジェームズ・ジョセフ・ブラウン・ジュニア（James Joseph Brown, Jr., 1933年5月3日 - 2006年12月25日）は、アメリカ合衆国のソウル歌手 、作曲家、編曲家、音楽プロデューサー、レコード・レーベル・オーナー、社会事業家。ファンク、ブルース、ゴスペル音楽、R&B、ソウルなどの音楽性を持ち、アフリカ系アメリカ人で長きにわたり一般的な人気を博した。上記の通り、1933年生まれとあるが実際には1928年生まれの説もある。
「ナンバーワン・ソウル・ブラザー」「ゴッドファーザー・オブ・ソウル」「ミスター・ダイナマイト」「ファンキー・プレジデント」など、いくつものニックネームを持っていた。シャウトを用いたソウルフルなヴォーカルと、革新的なファンク・サウンドを確立したことで知られる。
父はアメリカ先住民のアパッチ族で、母はアフリカ系アメリカ人とアジア人の系統である。
「ローリング・ストーンの選ぶ歴史上最も偉大な100人のシンガー」において第10位。「ローリング・ストーンの選ぶ歴史上最も偉大な100組のアーティスト」において第7位。「Q誌の選ぶ歴史上最も偉大な100人のシンガー」において第37位。

## 生涯

### 生い立ち
ジェームズ・ジョセフ・ブラウン・ジュニアとして、サウスカロライナ州バーンウェルに生まれる。このことは、本人が自伝などでも書いているが、他にも1928年生まれという説がある。成人後に、ジェームズ・ジョセフ・ブラウンへと改名している。黒人以外の人種の血が混ざっていることは、ブラウン自身も、他の著者による書籍でも言及されている。一家は貧しく、ジョージア州オーガスタに移り住んだが、ブラウンは親類の家などで育てられた。幼少時は、綿花詰みの手伝いや靴磨きを行って生計を助けた。子供時代から地元の「アマチュア・ナイト」で歌っては優勝するほどの歌唱力を持っていた、とブラウンは回想している。15歳の時の車の窃盗を、16歳（成人扱い）で反省があれば8年。反省がなければ16年という、差別的な有罪判決を下され、1948年から教護院に収容された。
教護院での服役中に、ブラウンはボビー・バードと知り合った。バードの家族は、ブラウンの釈放後の生活を助けた。ブラウンは、オーガスタに戻らず、職を得るという条件で出所し、ボクサー、野球のピッチャーを短期間経験したが、脚の怪我で断念した。ブラウンは、音楽へ情熱を傾けることとなった。

### 1950年代（ミスター・ダイナマイト）
ブラウンとバードの妹サラは、1955年からゴスペル・グループ「ザ・ゴスペル・スターライターズ」として活動を始める。その後、結局ブラウンはバードのグループ「エイヴォンズ」に参加し、バードはグループをリズム・アンド・ブルースバンドとして活動していくことになる。バンドは、その名を「フェイマス・フレイムズ」と変え、オハイオ州シンシナティでシド・ネーサンのキング・レコードと契約を結ぶ。
シド・ネーサンは頑固な男だった。ブラウンが「プリーズ～」と歌い始めるとネーサンは腹を立て、スタジオから出ていってしまった。ネーサンの言い分は「こんなものは音楽でも何でもない。ただのクズだ」というものだった。それでもブラウンが音楽的な妙味を説明し、なんとか発表にこぎつけることができた。バンドのファースト・シングル「プリーズ・プリーズ・プリーズ Please, Please, Please」は、1956年にリリースされた。レコードには「ジェームズ
・ブラウンとフェイマス・フレイムズ James Brown with the Famous Flames」とクレジットされ、同シングルはチャート5位を記録し、ミリオン・セラーとなった。しかしながら、その後はヒット曲に恵まれず、続く9枚のシングルが商業的に失敗した後、キング・レコードはバンドと契約解除を行おうとした。1958年の「トライ・ミー Try Me」がビルボード48位の小ヒットとなり、バンドは活動を継続させることができた。バンドの曲のほとんどはブラウンが作曲し、バードのバンドであったフレイムズはブラウンが実質的なリーダーへと変化、結局は後のソロ活動において、フレイムズがバックバンドとなっていった。
これらの初期の録音には「I'll Go Crazy」(1959)「Bewildered」(1960)といったゴスペルの影響を強く受けた曲や、ルイ・ジョーダン、エイモス・ミルバーン、ワイノニー・ハリスらの影響を受けた作品が含まれていた。しかし、その歌唱スタイルは変化、後には「ファンク」と呼ばれるスタイルに発展し、Pファンク、 スライ・ストーン、プリンスなどに強い影響を与えた。

### 1960年代（ファンク革命）
ブラウンとフレームスの初期のシングルは、アメリカ南部およびR&Bチャートでは成功していたが、彼らの全国的な成功は、キング・レコードの反対を押し切ってリリースした『Live at the Apollo (1962)』まで待たなければならなかった。
ライブ・アルバムが成功した後、ブラウンは最初のファンク・ナンバーとされる1964年の「アウト・オブ・サイト・Out of Sight」を発表した 。さらに「 Night Train」を制作した。これらの曲は、ギターのカッテングに、ホーンセクションとベース・ドラムスが特徴だった。ブラウンのヴォーカルは、リズミカルバックにのり好調を保った。しかしながら、「Out of Sight」はスマッシュ・レコードからリリースされたため、キング・レコードとの契約破棄に関する法廷闘争となり、裁判所は彼の録音作品の1年間リリース禁止を言い渡した。1967年ごろのJBsのドラマーには、「ファンキー・ドラマー」クライド・スタブルフィールドがいた。「コールド・スウェット」はクライドがドラムスを担当した傑作ナンバーだった。
- 1960年代の主要メンバー
- クライド・スタブルフィールド（Clyde Stubblefield） - ドラムス
- ジョン（ジャボ）・スタークス（John "Jabo" Starks） - ドラムス
- ティム・ドラモンド - ベース
- バーナード・オーダム - ベース
- メイシオ・パーカー - サックス
- メルヴィン・パーカー - ドラムス
- セントクレア・ピンクニー - サックス
- ジミー・ノーレン - ギター
- ナット・ケンドリック - ドラムス
- ボビー・バード - ボーカル
- イボンヌ・フェア - ボーカル
- アナ・キング - ボーカル

### 1970年代（ファンキー・プレジデント）
1960年代末から1970年代初頭に、彼はキャリアの頂点を迎える。この時期のヒットとしては「セックス・マシーン」「リッキン・スティック」「スーパー・バッド」「ソウル・パワー」「ギブ・イット・アップ・オア・ターン・イット・ルーズ」「アイム・ア・グリーディ・マン」「メイク・イット・ファンキー」などがある。1970年3月には、ジェームズ・ブラウンのバック・バンドに大幅なメンバーチェンジがあった。給料に関するトラブルから、メイシオ・パーカー（テナーサックス）をはじめとするメンバーのほぼ全員が脱退した。それに伴い、ブーツィー・コリンズ（ベース）らを中心とする新しいバンドが迎え入れられる。彼らは「JBズ The J.B.'s」と名付けられ、その名義でのリリースも行うようになった。ブラウンの「全盛期」を支えたJBズの主要なメンバーは、次の通りである。
- 1970-71年ごろの主要メンバー
- クライド・スタブルフィールド（Clyde Stubblefield） - ドラムス
- ジョン（ジャボ）・スタークス（John "Jabo" Starks） - ドラムス
- ロバート・マッカロウ[注 5] - テナーサックス
- フレッド・ウェズリー（Fred Wesley） - トロンボーン
- セントクレア・ピンクニー（St. Clair Pinckney） - テナーサックス
- フェルプス・キャットフィッシュ・コリンズ（Phelps 'Catfish' Collins） - ギター
- ハーロン・チーズ・マーティン（Harlon 'Cheese' Martin）  - ギター
- ウィリアム・コリンズ（William 'Bootsy' Collins）  - ベース
- ジョニー・グリッグス（Jonny Griggs） - コンガ、パーカッション
- ヴィッキー・アンダーソン（マイラ・バーンズ）（Vicki Anderson） - ボーカル
- ダニー・レイ（Danny Ray） - MC

フレッド・ウェズリーが1975年に脱退するまでの4〜5年間は、ポリドール時代のブラウンの充実期である。1972年から1974年までの主要メンバーは次の通り。
- 1972-74年ごろの主要メンバー
- フレッド・トーマス(Fred Thomas) - ベース
- フレッド・ウェズリーFred Wesley - トロンボーン／音楽監督
- ジョン（ジャボ）・スタークス(John 'Jabo' Starks) - ドラマー
- メイシオ・パーカー(Maceo Parker) - アルト・サックス　※1973年ごろ再加入
- セント・クレア・ピンクニー(St. Clair Pinckney) - テナー・サックス
- スウィート・チャールズ・シェレル - ベースおよびキーボード
- ジミー・ノーラン(Jimmy Nolen) - ギター　※1972年ごろ再加入
- ハーロン・チーズ・マーチン(Harlon 'Cheese' Martin) - ギター
- ジョニー・グリッグス(Jonny Griggs) - コンガ、パーカッション
- マーサ・ハイ(Martha 'High' Harvin) - バックボーカル
- ダニー・レイ(Danny Ray) - MC
- ボビー・バード(Bobby Byrd) - ボーカル、オルガン
- リン・コリンズ(Lyn Collins) - ボーカル

1972年にはファンクの傑作「ゲット・オン・ザ・グッド・フット」を発表した。1973年・1974年はやや勢いが弱まるが「ペイバック」「ファンキー・プレジデント」「マイ・サング」など、まずまずの作品を発表した。1974年には、ブラウンはアフリカで公演している。アフリカのザイール（現コンゴ民主共和国）の首都のキンシャサで、ボクシング世界ヘビー級タイトルマッチが行われた。挑戦者モハメド・アリと王者ジョージ・フォアマンが対戦し、「世紀の一戦」「キンシャサの奇跡」と謳われた。この試合をプロモートしたドン・キングが同時に開催したアフリカのウッドストックと宣伝された音楽フェスティバルに、ブラウンが出演した。この模様は、映画『モハメド・アリ かけがえのない日々』や映画『ソウル・パワー』で観ることができる。この時期、JBファンクの影響を受けたクール&ギャング、BTエクスプレス、オハイオ・プレイヤーズらファンクの新興勢力が登場し、ブラウンはやや押され気味になった。
その後、1975年ごろから起こった「ディスコ・ブーム」とともに、彼の人気は下降線をたどる。ブラウンのサウンドは、ディスコ・サウンドの中のファンキーな部分のオリジナルであるにもかかわらず、皮肉にもディスコ・ブームに乗ることは出来なかった。1976年の『Get Up Offa That Thing』や1977年の『Bodyheat』などのヒットもあるが、1970年代後半はブラウンのセールスは低調で冬の時代を迎えた。しかし1979年の「イッツ・トゥー・ファンキー・イン・ヒア」を含むアルバム「オリジナル・ディスコ・マン」は、佳作として後に評価されている。

### 1980年代（アイム・バック）
1980年、映画『ブルース・ブラザース』に出演。1984年、ヒップホップのアフリカ・バンバータとのデュオ「ユニティ」がスマッシュ・ヒット。久々に音楽シーンの注目を浴びた。1986年1月23日にはロックの殿堂入りした他、映画「ロッキー4/炎の友情」に「ソウル界のゴッドファーザー」として出演した。そして1986年「リビング・イン・アメリカ」が久々のヒットとなる。さらに1988年には、フルフォースのプロデュースによる傑作「アイム・リアル」を発表した。ヒップホップのミュージシャンたちから「我が師、我が父」として尊敬された。この時期、ブラウンの曲はラッパー、DJたちによって非常に多くサンプリングされた。
しかし、そんな矢先にトラブルが発生してしまう。1988年には、薬物吸引中に妻とケンカし、銃を乱射し、駆けつけた警察とカーチェイスを行った末、ガス欠となって逮捕され実刑判決を受けた。

### 1990年代
1991年2月27日、6年の判決に対して3年弱の服役で釈放された。この年には 4-CD セットの "Star Time" を発表、この頃よりブラウンは、その功績を称えられ、いくつかの名誉ある音楽関連の賞を受賞している。1991年6月10日には「ジェームズ・ブラウン　リヴィング・イン・アメリカ　ライブ」が開催された。出演者はアイスT、トーン・ロック、クール・モー・ディー、ヘビーD、アン・ヴォーグ、MCハマー、C&Cミュージック・ファクトリー、ベル・ビブ・デヴォー、クインシー・ジョーンズらだった。
1992年2月25日、ブラウンは第34回グラミー賞特別功労賞を受賞している。その1年後には第4回リズム&ブルース財団賞特別功労賞を受賞した。また、1993年11月11日にオーガスタ市長のチャールズ・ディヴァニーは、オーガスタ9番街を「ジェームズ・ブラウン大通り James Brown Boulevard」と改名し記念式典を行った。また、C&Cミュージック・ファクトリーと,
ソウルIIソウルのジャジーBがプロデュースを担当した新作アルバム「ユニバーサル・ジェームズ」も発表された。

### 2000年代

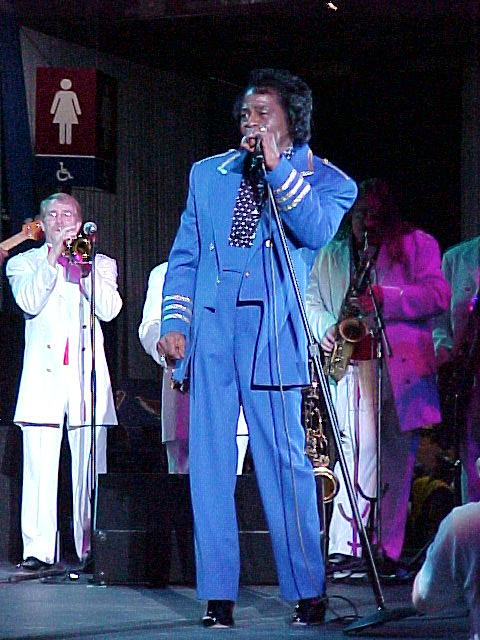
2001年に行われたNBAオールスターゲーム・ジャムセッションにて

2003年6月24日、ハリウッドのコダック・シアターで行われた第3回BET（ブラック・エンターテインメント・テレビジョン）アウォードに招かれる。ここではマイケル・ジャクソンが飛び入りで参加したが、この共演は約20年ぶりのことであった。その後、マイケルは「ここにいるこの人物ほど、僕に大きな影響を与えた人はいない」とスピーチし、自らの音楽とダンスの師匠であるブラウンに生涯功労賞を手渡した。同年にはケネディセンター賞も受賞した。2004年の曲「ガット・バケット」は、モージョー・マガジンのコンピレーションCDに収録された。
2004年12月に、ブラウンは前立腺癌と診断され手術を受けた。
2005年5月6日、ブラウンの72度目の誕生日にオーガスタ市は7フィートのブロンズ像を贈呈した。像は本来その1年前に送られる予定であったが、その当時ブラウンが直面していた家庭内暴力事件のため、延期された。2005年7月6日にはLIVE 8のEdinburgh 50,000 - The Final Pushに出演し、イギリスの歌手ウィル・ヤングと「Papa's Got A Brand New Bag」をデュエットした。また、その1週間前にはジョス・ストーンと「Friday Night with Jonathan Ross」に出演し、デュエットを行っている。
2006年、ブラウンは世界ツアー「Seven Decades Of Funk World Tour」を行った。ショーは、聴衆から肯定的に受け入れられた。最後のショーは、オキシジェン・フェスティヴァルへの出演であった。8月22日、オーガスタ・リッチモンド郡競技施設局（Augusta/Richmond County Coliseum Authority）は、オーガスタ・リッチモンド郡市民ホール（Augusta-Richmond County Civic Center）をジェームズ・ブラウン・アリーナと改名することを票決した。11月14日には、イギリス音楽の殿堂入りを果たした。ブラウンは、授賞式で演奏を行った幾人かの受賞者の内の一人であった。

### 死去

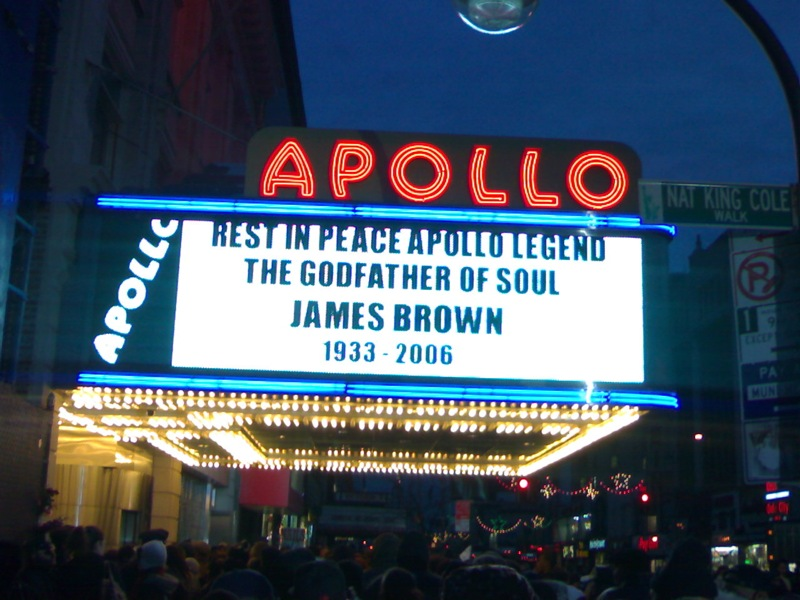
2006年12月28日、ブラウンの訃報を告知するアポロ・シアターの玄関看板

ブラウンは2006年12月24日、歯科医を訪れそこで肺炎の症状が判明し、ジョージア州アトランタのエモリー・クローフォード・ロング病院に入院するが、翌日の午前1時45分、死去。73歳であった。代理人によると、死因はうっ血性の心不全であった。その死去はCNNやBBCなど世界の多くのメディアでトップニュースとして報じられた。
この時、ブラウンの医者として働いていたのはコンラッド・マーレーであった。ブラウンは死の時点でツアー予定を残しており、最後まで"The Hardest Working Man in Show Business"であった。
12月30日にオーガスタで行われた葬儀には、約8,500人のファンやマイケル・ジャクソン、M.C.ハマーなどの友人、関係者が集まり、ブラウンの音楽界に残した業績、人生を讃え最後のお別れをした。ただ、元JBズのメンバーの参列はボビー・バードなど少数だったことは残念だった。他にもいくつかの都市で追悼イベントが開かれ、ドクター・ドレーやLLクールJら多くの有名人が参列した。
ブラウンは、4度の結婚を経験した。ブラウンは、最初の妻ヴァルマ・ウォーレンとの間に2人の子供、2番目の妻ディドレ・ジェンキンスとの間に3人の子供がいる。最後の妻トミー・ライ・ヒニーとは2002年に結婚したが、その後離婚している。彼らは、2004年に再婚し子供を1人授かった。

## エピソード
- ミック・ジャガーは映像作品『ローリング'63〜'89』において、ローリング・ストーンズの活動初期に、ブラウンの派手なステージアクトを徹底的に研究したと発言している。
- マイケル・ジャクソンとプリンスはブラウンから大きな影響を受けている[16]。
- 『西城秀樹オン・ステージ』（ライブ・アルバム、SIDE A7）で西城がブラウンの「Try me」をカバーしている。
- グッチ裕三はブラウンの大ファンで、ブラウンの音楽ソフトは全て持ってる、と豪語している。ドン勝本も大ファンで、ブラウンの日本での代理人として指名された。
- ブラウンのコンサートで、客席にいたマイケル・ジャクソンとプリンスがステージに飛び入り参加したことがある。先ずマイケルがステージに呼ばれ、歌と踊りを披露した。次にブラウンは、ステージからプリンスを呼んだ。登場したプリンスは、J.B'sからギターを渡されるもまともに演奏が出来なかったという[独自研究?]。
- 「リビング・イン・アメリカ」の録音時、ブラウンが自身のボーカルを録音する際に先にバックコーラスを必要としたが、コーラスのシンガーが渋滞で到着していなかったため、スタジオにいたベーシストのT.M.スティーヴンスに急きょバックコーラスを録音させている。この時、スティーヴンスは歌唱経験がないために断っているがブラウンが了解して歌うことができた。

## 来日記録
1973年、1974年、1975年、1979年、1986年、1987年、1992年、1993年、1994年、1995年、1997年、1998年、2002年、2003年、2006年と、計15回来日している。また、返還前の沖縄で1968年に公演を行なっている。吉田拓郎は岩国基地でジェームズ・ブラウンの生ライブを観て「とにかく音が凄かった」と述懐していた。
- 1973年
  - 東京、大阪、沖縄、横浜、名古屋
- 1974年
  - 東京、札幌、大阪、福岡
- 1975年
  - 4月16日 中野サンプラザ、17日 北海道厚生年金会館、18日 東京厚生年金会館、21日 大阪厚生年金会館、22日 中野サンプラザ
- 1979年
  - 12月10日 フェスティバルホール、12日・14日 中野サンプラザ、17日 東京郵便貯金会館
- 1986年
  - 大阪、東京
- 1987年
  - 東京
- 1992年
  - 札幌、東京
- 1993年
  - 横浜、仙台、札幌、大阪、東京、名古屋、福岡、広島
- 1994年
  - 姫路
- 1995年
  - 大阪、横浜
- 1997年
  - 大阪、名古屋、盛岡、東京、福岡
- 1998年
  - 大阪、石川、東京

## ディスコグラフィ

### トップ10シングル
| - 1956: Please, Please, Please (R&B #5) - 1959: Try Me (R&B #1, U.S. #48) - 1960: Think (R&B #7, U.S. #33) - 1961: Baby, You're Right (R&B #2, U.S. #49) - 1961: Bewildered (R&B #8, U.S. #40) - 1961: I Don't Mind (R&B #4, U.S. #47) - 1962: Lost Someone (R&B #2, U.S. #48) - 1962: Night Train (R&B #5, U.S. #35) - 1963: Prisoner of Love (R&B #6, U.S. #18) - 1965: Papa's Got a Brand New Bag - Part I (R&B #1, U.S. #8) - 1965: I Got You (I Feel Good)] (R&B #1, U.S. #3) - 1966: Ain't That a Groove Pts. 1 & 2 (R&B #6, U.S. #42) - 1966: Don't Be a Drop-Out (R&B #4, U.S. #50) - 1966: It's a Man's Man's Man's World (R&B #1, U.S. #8) - 1966: Sweet Little Baby Boy - Part 1 (U.S. #8) - 1967: Cold Sweat - Part 1 (R&B #1, U.S. #7) - 1967: Let Yourself Go (R&B #5, U.S. #46) - 1968: I Can't Stand Myself (When You Touch Me) (R&B #4, U.S. #28) - 1968: I Got the Feelin' (R&B #1, U.S. #6) - 1968: Licking Stick - Licking Stick - Part 1 (R&B #2, U.S. #14) - 1968: Say it Loud - I'm Black and I'm Proud - Part 1 (R&B #1, U.S. #10) - 1968: There Was a Time (R&B #3, U.S. #36) - 1969: Ain't It Funky Now (R&B #3, U.S. #24) - 1969: Give It Up or Turnit a Loose (R&B #1, U.S. #15) - 1969: I Don't Want Nobody to Give Me Nothing (Open Up the Door, I'll Get It Myself) (R&B #3, U.S. #20) - 1969: Let a Man Come in and Do the Popcorn - Part One (R&B #2, U.S. #21) - 1969: Mother Popcorn (You Got to Have a Mother for Me) Part 1(R&B #1, U.S. #11) | - 1970: Get Up (I Feel Like Being Like A) Sex Machine (Part 1) (R&B #2, U.S. #15) - 1970: Santa Claus is Definitely Here to Stay (U.S. #7) - 1970: Super Bad - Part 1 & Part 2 (R&B #1, U.S. #13) - 1971: Escape-ism - Part 1 (R&B #6, U.S. #35) - 1971: Get Up, Get Into It, Get Involved - Pt. 1 (R&B #4, U.S. #34) - 1971: Hot Pants (She Got to Use What She Got to Get What She Wants) ? Part 1 (R&B #1, U.S. #15) - 1971: I'm a Greedy Man - Part I (R&B #7, U.S. #35) - 1971: Make It Funky - Part 1 (R&B #1, U.S. #22) - 1971: Soul Power - Pt. 1 (R&B #3, U.S. #29) - 1972: Get on the Good Foot - Part 1 (R&B #1, U.S. #18) - 1972: King Heroin (R&B #6, U.S. #40) - 1972: Talking Loud and Saying Nothing - Part I (R&B #1, U.S. #27) - 1973: Down and out in New York City (R&B #13, U.S. #50) - 1973: I Got a Bag of My Own (R&B #3) - 1973: Sexy, Sexy, Sexy (R&B #6, U.S. #50) - 1974: Funky President (People It's Bad) (R&B #4, U.S. #44) - 1974: My Thang (R&B #1, U.S. #29) - 1974: Papa Don't Take No Mess - Part I (R&B #1, U.S. #31) - 1974: Stoned to The Bone - Part 1 (R&B #4, U.S. #58) - 1974: The Payback - Part I (R&B #1, U.S. #26) - 1976: Get Up Offa That Thing (R&B #4, U.S. #45) - 1985: Living in America (R&B #10, U.S. #4) - 1987: How Do You Stop (R&B #10) - 1988: I'm Real (R&B #2) - 1988: Static, Pts. 1 & 2 (with Full Force) (R&B #5) |

### 主なアルバム
- Please Please Please (1959)
- Try me (1959)
- Live at the Apollo (1963)
- Cold Sweat (1967)
- Super Bad (1970)
- Sex Machine (1970)
- Get on the Good Foot (1972)
- The Payback (1973)
- Hell (1974)
- Hot (1975)
- In the Jungle Groove (1986)
- Gravity (1986)

### ベストアルバム
- THE CD of JB （イギリス人：クリフ・ホワイトが編集）
- CD of JB2
- Star Time (1991)
- 20 All-Time Greatest Hits! (1991)

### JBファミリーのアルバム
- ジェームズ・ブラウンズ・ファンキー・ピープル （イギリス人：クリフ・ホワイトが編集）

## 伝記映画
- 2014年 映画『ジェームズ・ブラウン 最高の魂を持つ男』演 ：チャドウィック・ボーズマン

## 著書
本人の著書。ブルース・タッカーがサポート。
- ジェームズ・ブラウン、ブルース・タッカー『俺がJBだ!　ジェームズ・ブラウン自叙伝 (ON MUSIC)』山形浩生・渡辺佐智江・クイッグリー裕子訳、JICC出版局、1993年。ISBN 4-7966-0601-7。